# Nuneaton (stacja kolejowa)
Nuneaton (ang: Nuneaton railway station) – stacja kolejowa w Nuneaton, w hrabstwie Warwickshire, w Anglii, w Wielkiej Brytanii. Stacja jest zarządzana przez London Midland. Stacja została otwarta w 1847.
Jest położona w miejscu gdzie Birmingham to Peterborough Line krzyżuje się z Trent Valley Line, która jest częścią West Coast Main Line, 156 km na północ od London Euston.